# Rhinochimaera atlantica
Rhinochimaera atlantica é uma espécie de peixe da família Rhinochimaeridae.
Pode ser encontrada nos seguintes países: África do Sul, Canadá, Colômbia, Estados Unidos da América, França, Gâmbia, Islândia, Mauritânia, México, Namíbia, Senegal e Suriname.
Os seus habitats naturais são: mar aberto.
Está ameaçada por perda de habitat.